# NGC 832
NGC 832 (= NGC 1226) è una vasta galassia ellittica situata nella costellazione di Perseo, a una distanza di circa 287 milioni di anni luce dalla nostra Via Lattea.

## Scoperta
La galassia è stata scoperta il 17 settembre 1865 dall'astronomo prussiano Heinrich Louis d'Arrest, che però indicò delle coordinate non corrette e fu inclusa nel New General Catalogue con il codice NGC 832.
Il 6 dicembre 1879, l'astronomo francese Édouard Stephan osservò lo stesso oggetto indicando le coordinate esatte. La galassia fu quindi inserita nel New General Catalogue con la designazione NGC 1226.

## Problematiche collegate con l'identificazione di NGC 832

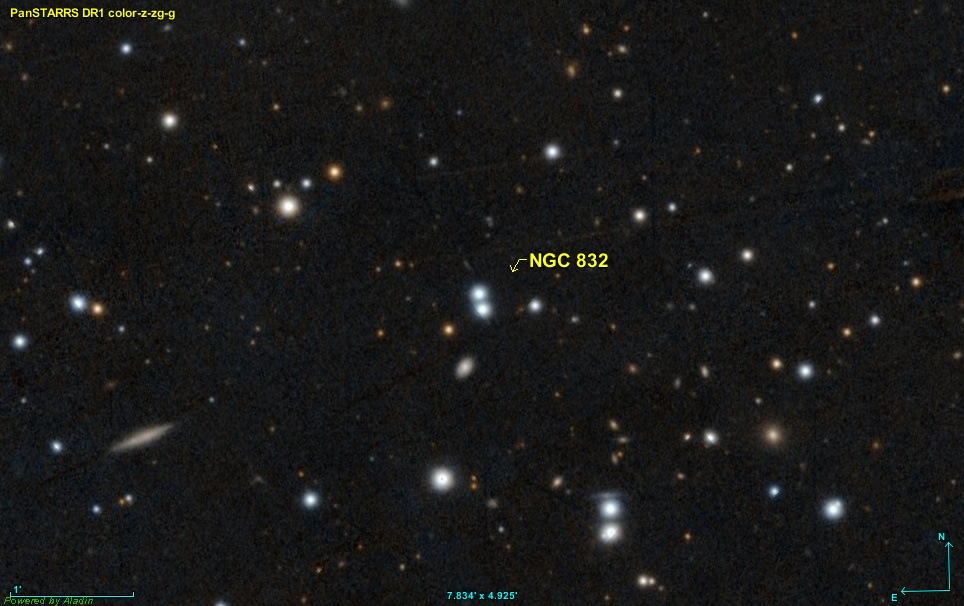
La coppia di stelle inizialmente associata all'osservazione fatta da Heinrich Louis d'Arrest.

Alle coordinate indicate da Heinrich Louis d'Arrest nella sua relazione della scoperta effettuata il 17 settembre 1865, non è presente alcun oggetto celeste significativo. Poiché però a 24 arcosecondi dalla posizione indicata dall'astronomo prussiano è presente una coppia di deboli stelle, per lungo tempo si ritenne che fosse questo l'oggetto in questione. Nel luglio 2016, Harold Corwin suggerì che aumentando di un'ora l'ascensione retta indicata da d'Arrest, ci si trovava a 1,5 minuti da NGC 1226. L'errore di un'ora di ascensione retta non è infrequente nelle descrizioni delle scoperte di d'Arrest, per cui la maggior parte degli autori oggi ritiene che l'oggetto osservato dall'astronomo prussiano sia da identificarsi con PGC 11879 = NGC 832 = NGC 1226 e non con la coppia di stelle precedentemente attribuita.